# Інтернування

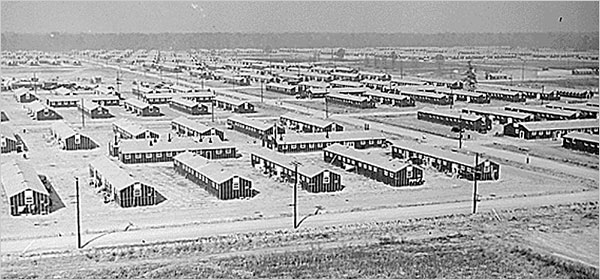
Табір інтернованих осіб для інтернованих японців в Арканзасі під час Другої світової війни

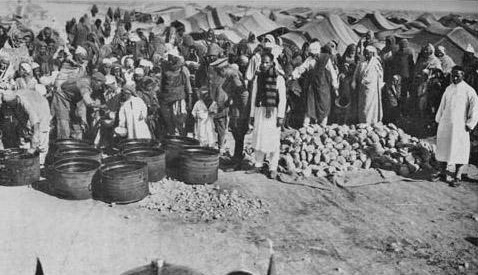
Десятки тисяч місцевих мешканців утримувалися в таборах інтернованих осіб під час колонізації Італією Лівії. Ель-Агейла. Італійська Киренаїка. 1930-ті

Інтернува́ння (фр. interner — встановлювати на проживання, від лат. internus — внутрішній) — у міжнародному праві: 
1. примусове затримання й роззброєння нейтральною державою військ воюючих держав, що вступили на територію цієї держави під час збройного конфлікту; 
2. затримання однією з воюючих держав громадян або представників національності ворожої держави, що проживають на її території, до кінця війни без обмежень у часі й без слідства.

## Різновиди
- примусове затримання й роззброєння нейтральною державою військ воюючих держав, що вступили на територію цієї держави під час збройного конфлікту. Інтерновані поміщаються в певній місцевості, яку їм забороняється покидати. Слід розрізняти інтернування іноземних цивільних громадян і інтернування іноземних військовослужбовців владою нейтральної країни. У разі інтернування військовослужбовців затримується також наявне при них озброєння і військова техніка.

- затримання однією з воюючих держав громадян або представників національності ворожої держави, що проживають на її території, до кінця війни без обмежень у часі й без слідства. Застосовується до практики під час війни для запобігання інтервенції збройних формувань воюючих сторін на територію нейтральної держави (згідно з Другою Гаазькою конвенцією 1899 і 1907 рр). Питання інтернування були регламентовані також окремими положеннями Женевської конвенції 1929, але Женевська конвенція від 1949 «Про захист цивільного населення під час війни» більш детально регулює положення іноземних громадян, встановлює, що місця інтернування повинні знаходитися поза зоною військових дій і по можливості позначатися спеціальними знаками. Інтерновані безкоштовно утримуються воюючими сторонами (забезпечуються необхідним харчуванням, одягом, медичною допомогою тощо), вони користуються правом листування з родичами, з відповідними міжнародними організаціями та інше.

Слід відрізняти інтернування військових під час війни та їхній полон, який здійснює держава, що бере участь у війні.